# Liste der denkmalgeschützten Objekte in Úštěk
Grundlage dieser Liste der denkmalgeschützten Objekte in Úštěk ist die ÚSKP-Liste (Ústřední seznam kulturních památek České republiky, deutsch Zentrale Liste der Kulturdenkmäler der Tschechischen Republik), die von der tschechischen Denkmalschutzbehörde NPÚ (Národní památkový ústav, deutsch Nationale Denkmalbehörde) seit 1987 geführt wird und an die seit dem Jahr 1850 geschaffenen Listen anschließt.

## Denkmalgeschützte Objekte in der Stadt Úštěk nach Ortsteilen
Die Innenstadt von Úštěk (Auscha) wurde 1980 zum städtischen Denkmalreservat erklärt. Sie besitzt viele Architektur-Denkmale von hohem Rang.

### Úštěk-Vnitřní Město (Innenstadt)
| Lage                                                                   | Objekt                                                                                             | Beschreibung | ÚSKP-Nr.                  | Bild                                                                                               |
| ---------------------------------------------------------------------- | -------------------------------------------------------------------------------------------------- | --- | ------------------------- | -------------------------------------------------------------------------------------------------- |
| Úštěk-Vnitřní Město (Standort)                                         | Stadtbefestigung (Městské opevnění)                                                                | Stadtbefestigung, Reste des Schwarzen Turms und des Pikart-Turms (Pikartská věž, Panský dvůr Nr. 87) – erbaut in der zweiten Hälfte des 14. Jahrhunderts und 1428 unter den Berka von Dubá verstärkt. Sie umfasste zwei Tore und eine Mauer, die mit dem Felsenmassiv und einem Wassergraben verbunden war. Im 16. Jahrhundert. Wurde ein Tor hinzugefügt, nachfolgende Reparaturen und Erneuerungen fanden bis zum 20. Jahrhundert statt. Die Mauern bestehen aus regelmäßigen quadratischen Sandsteinblöcken, die von schmalen Gängen mit eingefügten Treppen unterbrochen werden. Der Pikart-Turm (benannt nach dem Spitznamen eines Hussitenführers) wird jetzt als Ausstellungshalle genutzt. | 43940/5-5220 Info Katalog | weitere Bilder                                                                                     |
| Úštěk-Vnitřní Město (Standort)                                         | Mauersystem an Häusern und Gärten (Systém opěrných a dělících zdí mezi domy, hradbami a zahradami) | Mauersystem zum Stabilisieren und Abgrenzen von Häusern und Gärten. Das System der Stütz- und Zwischenmauern entstand vom Mittelalter und wurde bis ins 20. Jahrhundert ausgebaut, meist graue Wände aus Steinquadern oder grob bearbeiteten Steinen, oft in Terrassen angelegt. | 89007/5-5224 Info Katalog | Mauersystem an Häusern und Gärten (Systém opěrných a dělících zdí mezi domy, hradbami a zahradami) |
| Úštěk-Vnitřní Město, Mírové náměstí (Standort)                         | Kirche St. Peter und Paul (Kostel svatých Petra a Pavla)                                           | Spätbarocke Kirche St. Peter und Paul – einschiffige Kirche mit apsisförmigem Abschluss und Turm in der Westfassade, erbaut 1764–1772 im Auftrag der Jesuiten von Liebeschitz (Liběšice). | 43445/5-1901 Info Katalog | weitere Bilder                                                                                     |
| Úštěk-Vnitřní Město, Mírové náměstí 1 (Standort)                       | Dekanat (Děkanství)                                                                                | Dekanat – ein prächtiges Barockgebäude mit gestaltetem Eingangstor, das zwischen 1721 und 1772 unter der Leitung von Octavio Broggio erbaut wurde und im Zusammenhang mit dem Bau der neuen Kirche stand. | 42650/5-1902 Info Katalog | weitere Bilder                                                                                     |
| Úštěk-Vnitřní Město, Mírové náměstí 2 (Standort)                       | Apotheke (Lékárna)                                                                                 | Apotheke – erbaut im frühbarocken Stil mit einem Innenhof und Gewölben im Erdgeschoss, dem Portal und den Fensterrahmen, später erneuert im Stil des Klassizismus, wie die mit Stuck verzierte Fassade zeigt. | 42439/5-1890 Info Katalog | Apotheke (Lékárna)                                                                                 |
| Úštěk-Vnitřní Město, Panský dvůr 3 a 86 (Standort)                     | Schloss Úštěk (Hrad Úštěk)                                                                         | ehem. Schloss Auscha, erbaut zu Beginn des 15. Jahrhunderts von den Berka von Dubá und im Jahr 1426 an den hussitischen Heerführer Wenzel Carda von Petrovice (Václav Carda z Petrovic) verkauft. Im Jahr 1428 wurde die Burg von Sigismund von Wartenberg (Zikmund z Vartemberka) (1368–1437) erobert und niedergebrannt, 1623 von den Jesuiten übernommen und 1779 zur Stadtbrauerei umgebaut. Die Terrasse im unteren Teil des Arkadenstegs besteht aus Sandsteinblöcken, sie wurde wahrscheinlich zusammen mit dem Bau des Schlosses geschaffen. Einzeldenkmale: Schloss, Terrasse und Arkadenbrücke, Eingangsgebäude zu den Kellern, Wirtschaftsgebäude A bis E und Tor.                      | 43195/5-1892 Info Katalog | weitere Bilder                                                                                     |
| Úštěk-Vnitřní Město, Habřinská stráň 5 (Panský dvůr čp.5) (Standort)   | Habřinská stráň Nr. 5                                                                              | Stadthaus | 43461/5-1882 Info Katalog | Habřinská stráň Nr. 5                                                                              |
| Úštěk-Vnitřní Město, Panský dvůr 6 (Standort)                          | Stadthaus mit Raudnitzer Tor (Panský dvůr s Roudnickou brankou)                                    | Stadthaus mit Raudnitzer Tor und teilweise erhaltenem gotischem Mauerwerk. Das angrenzende Haus könnte als Mautstelle gedient haben. | 47657/5-1883 Info Katalog | weitere Bilder                                                                                     |
| Úštěk-Vnitřní Město, Panský dvůr 7 (Standort)                          | Panský dvůr Nr. 7                                                                                  | Stadthaus | 42465/5-1884 Info Katalog | Panský dvůr Nr. 7                                                                                  |
| Úštěk-Vnitřní Město, Panský dvůr 8 (Standort)                          | Panský dvůr Nr. 8                                                                                  | Stadthaus | 42924/5-1885 Info Katalog | weitere Bilder                                                                                     |
| Úštěk-Vnitřní Město, Habřinská stráň 9 (Panský dvůr čp.9) (Standort)   | Panský dvůr Nr. 9                                                                                  | Stadthaus neben dem Pikart-Turm. | 43598/5-1887 Info Katalog | Panský dvůr Nr. 9                                                                                  |
| Úštěk-Vnitřní Město, Mírové náměstí 16 (Standort)                      | Mírové náměstí Nr. 16                                                                              | Stadthaus | 43625/5-1903 Info Katalog | Mírové náměstí Nr. 16                                                                              |
| Úštěk-Vnitřní Město, Mírové náměstí 17 (Standort)                      | Mírové náměstí Nr. 17                                                                              | Stadthaus | 42637/5-1904 Info Katalog | Mírové náměstí Nr. 17                                                                              |
| Úštěk-Vnitřní Město, Mírové náměstí 18 (Standort)                      | Mírové náměstí Nr. 18                                                                              | Stadthaus | 43099/5-1905 Info Katalog | Mírové náměstí Nr. 18                                                                              |
| Úštěk-Vnitřní Město, Mírové náměstí 19 (Standort)                      | Mírové náměstí Nr. 19                                                                              | Stadthaus | 43569/5-1906 Info Katalog | Mírové náměstí Nr. 19                                                                              |
| Úštěk-Vnitřní Město, Mírové náměstí 20 (Standort)                      | Mírové náměstí Nr. 20                                                                              | Stadthaus | 42589/5-1907 Info Katalog | Mírové náměstí Nr. 20                                                                              |
| Úštěk-Vnitřní Město, Mírové náměstí 21 (Standort)                      | Mírové náměstí Nr. 21                                                                              | Stadthaus | 43046/5-1908 Info Katalog | Mírové náměstí Nr. 21                                                                              |
| Úštěk-Vnitřní Město, Mírové náměstí 22 (Standort)                      | Mírové náměstí Nr. 22                                                                              | Stadthaus | 43303/5-1909 Info Katalog | Mírové náměstí Nr. 22                                                                              |
| Úštěk-Vnitřní Město, Mírové náměstí 23 (Standort)                      | Mírové náměstí Nr. 23                                                                              | Stadthaus | 43725/5-1910 Info Katalog | Mírové náměstí Nr. 23                                                                              |
| Úštěk-Vnitřní Město, Habřinská stráň 24 (Panský dvůr čp.24) (Standort) | Habřinská stráň Nr. 24                                                                             | Stadthaus | 42304/5-1911 Info Katalog | Habřinská stráň Nr. 24                                                                             |
| Úštěk-Vnitřní Město, Mírové náměstí 25 (Standort)                      | Mírové náměstí Nr. 25                                                                              | Stadthaus | 43000/5-1912 Info Katalog | Mírové náměstí Nr. 25                                                                              |
| Úštěk-Vnitřní Město, Mírové náměstí 26 (Standort)                      | Mírové náměstí Nr. 26                                                                              | Stadthaus | 42475/5-1913 Info Katalog | Mírové náměstí Nr. 26                                                                              |
| Úštěk-Vnitřní Město, Mírové náměstí 27 a 15 (Standort)                 | Mírové náměstí Nr. 27 und 15                                                                       | Stadthaus | 42359/5-1914 Info Katalog | Mírové náměstí Nr. 27 und 15                                                                       |
| Úštěk-Vnitřní Město, Mírové náměstí 29 (Standort)                      | Mírové náměstí Nr. 29                                                                              | Stadthaus – spätgotisches Haus aus der ersten Hälfte des 16. Jahrhunderts mit einer zum Platz hin geöffneten Arkade | 43155/5-1836 Info Katalog | Mírové náměstí Nr. 29                                                                              |
| Úštěk-Vnitřní Město, Mírové náměstí 30 (Standort)                      | Mírové náměstí Nr. 30                                                                              | Stadthaus – spätgotisches Haus aus der ersten Hälfte des 16. Jahrhunderts mit einer zum Platz hin geöffneten Arkade | 42870/5-1837 Info Katalog | Mírové náměstí Nr. 30                                                                              |
| Úštěk-Vnitřní Město, Mírové náměstí 31 (Standort)                      | Mírové náměstí Nr. 31                                                                              | Stadthaus – spätgotisches Haus aus der ersten Hälfte des 16. Jahrhunderts mit einer zum Platz hin geöffneten Arkade | 43369/5-1838 Info Katalog | Mírové náměstí Nr. 31                                                                              |
| Úštěk-Vnitřní Město, Mírové náměstí 32 (Standort)                      | Mírové náměstí Nr. 32                                                                              | Stadthaus – spätgotisches Haus aus der ersten Hälfte des 16. Jahrhunderts mit einer zum Platz hin geöffneten Arkade | 42577/5-1839 Info Katalog | Mírové náměstí Nr. 32                                                                              |
| Úštěk-Vnitřní Město, Mírové náměstí 33 (Standort)                      | Mírové náměstí Nr. 33                                                                              | Stadthaus | 43085/5-1840 Info Katalog | Mírové náměstí Nr. 33                                                                              |
| Úštěk-Vnitřní Město, Mírové náměstí 34 (Standort)                      | Mírové náměstí Nr. 34                                                                              | Stadthaus | 43330/5-1841 Info Katalog | Mírové náměstí Nr. 34                                                                              |
| Úštěk-Vnitřní Město, Mírové náměstí 35 (Standort)                      | Mírové náměstí Nr. 35                                                                              | Stadthaus | 42533/5-1842 Info Katalog | Mírové náměstí Nr. 35                                                                              |
| Úštěk-Vnitřní Město, Mírové náměstí 36 (Standort)                      | Mírové náměstí Nr. 36                                                                              | Stadthaus | 43034/5-1843 Info Katalog | Mírové náměstí Nr. 36                                                                              |
| Úštěk-Vnitřní Město, Mírové náměstí 37 (Standort)                      | Mírové náměstí Nr. 37                                                                              | Stadthaus | 43704/5-1844 Info Katalog | Mírové náměstí Nr. 37                                                                              |
| Úštěk-Vnitřní Město, Mírové náměstí 38 (Standort)                      | Mírové náměstí Nr. 38                                                                              | Stadthaus | 42477/5-1845 Info Katalog | Mírové náměstí Nr. 38                                                                              |
| Úštěk-Vnitřní Město, Mírové náměstí 39 a 40 (Standort)                 | Mírové náměstí Nr. 39 und 40                                                                       | Stadthaus | 42861/5-1846 Info Katalog | Mírové náměstí Nr. 39 und 40                                                                       |
| Úštěk-Vnitřní Město, Mírové náměstí 41 (Standort)                      | Mírové náměstí Nr. 41                                                                              | Stadthaus | 42988/5-1847 Info Katalog | Mírové náměstí Nr. 41                                                                              |
| Úštěk-Vnitřní Město, Mírové náměstí 42 (Standort)                      | Mírové náměstí Nr. 42                                                                              | Stadthaus | 43313/5-1848 Info Katalog | Mírové náměstí Nr. 42                                                                              |
| Úštěk-Vnitřní Město, Mírové náměstí 43 (Standort)                      | Mírové náměstí Nr. 43                                                                              | Stadthaus | 43082/5-1849 Info Katalog | Mírové náměstí Nr. 43                                                                              |
| Úštěk-Vnitřní Město, Mírové náměstí 44 (Standort)                      | Mírové náměstí Nr. 44                                                                              | Stadthaus | 42394/5-1850 Info Katalog | Mírové náměstí Nr. 44                                                                              |
| Úštěk-Vnitřní Město, Mírové náměstí 45 (Standort)                      | Mírové náměstí Nr. 45                                                                              | Stadthaus | 42895/5-1851 Info Katalog | Mírové náměstí Nr. 45                                                                              |
| Úštěk-Vnitřní Město, Mírové náměstí 47 (Standort)                      | Mírové náměstí Nr. 47                                                                              | Stadthaus | 43608/5-1853 Info Katalog | Mírové náměstí Nr. 47                                                                              |
| Úštěk-Vnitřní Město, Mírové náměstí 48 a 49 (Standort)                 | Mírové náměstí Nr. 48 und 49                                                                       | Stadthaus – neues Gebäude im klassizistischen Stil an der Stelle von zwei älteren Häusern nach dem Brand der Stadt im Jahr 1856 | 43108/5-1854 Info Katalog | Mírové náměstí Nr. 48 und 49                                                                       |
| Úštěk-Vnitřní Město, Mírové náměstí 50 a 51 (Standort)                 | Mírové náměstí Nr. 50 und 51                                                                       | Stadthaus – breit gelagertes Gebäude mit Dreiecksgiebel und historisierender Fassade, errichtet an der Stelle von zwei älteren Häusern nach dem Brand der Stadt im Jahr 1856 | 43583/5-1855 Info Katalog | weitere Bilder                                                                                     |
| Úštěk-Vnitřní Město, Mírové náměstí 52 (Standort)                      | Mírové náměstí Nr. 52                                                                              | Stadthaus | 43552/5-1856 Info Katalog | Mírové náměstí Nr. 52                                                                              |
| Úštěk-Vnitřní Město, Mírové náměstí 53 (Standort)                      | Mírové náměstí Nr. 53                                                                              | Stadthaus | 42550/5-1857 Info Katalog | weitere Bilder                                                                                     |
| Úštěk-Vnitřní Město, Mírové náměstí 54 (Standort)                      | Mírové náměstí Nr. 54                                                                              | Stadthaus | 43057/5-1858 Info Katalog | Mírové náměstí Nr. 54                                                                              |
| Úštěk-Vnitřní Město, Mírové náměstí 55 (Standort)                      | Mírové náměstí Nr. 55                                                                              | Stadthaus | 43536/5-1859 Info Katalog | Mírové náměstí Nr. 55                                                                              |
| Úštěk-Vnitřní Město, Mírové náměstí 56 (Standort)                      | Mírové náměstí Nr. 56                                                                              | Stadthaus | 42511/5-1860 Info Katalog | Mírové náměstí Nr. 56                                                                              |
| Úštěk-Vnitřní Město, Mírové náměstí 57 (Standort)                      | Mírové náměstí Nr. 57                                                                              | Stadthaus | 42973/5-1861 Info Katalog | Mírové náměstí Nr. 57                                                                              |
| Úštěk-Vnitřní Město, Mírové náměstí 58 (Standort)                      | Mírové náměstí Nr. 58                                                                              | Stadthaus | 43187/5-1862 Info Katalog | Mírové náměstí Nr. 58                                                                              |
| Úštěk-Vnitřní Město, Mírové náměstí 59 a 62 (Standort)                 | Mírové náměstí Nr. 59 und 62                                                                       | Stadthaus – spätgotisches Haus mit zwei Arkaden zum Platz | 42522/5-5225 Info Katalog | Mírové náměstí Nr. 59 und 62                                                                       |
| Úštěk-Vnitřní Město, Mírové náměstí 63 (Standort)                      | Mírové náměstí Nr. 63                                                                              | Stadthaus | 43462/5-1863 Info Katalog | Mírové náměstí Nr. 63                                                                              |
| Úštěk-Vnitřní Město, Mírové náměstí 64 (Standort)                      | Mírové náměstí Nr. 64                                                                              | Stadthaus | 42459/5-1864 Info Katalog | Mírové náměstí Nr. 64                                                                              |
| Úštěk-Vnitřní Město, Mírové náměstí 65 (Standort)                      | Mírové náměstí Nr. 65                                                                              | Stadthaus | 42912/5-1865 Info Katalog | Mírové náměstí Nr. 65                                                                              |
| Úštěk-Vnitřní Město, Mírové náměstí 66 (Standort)                      | Mírové náměstí Nr. 66                                                                              | Stadthaus | 43413/5-1866 Info Katalog | Mírové náměstí Nr. 66                                                                              |
| Úštěk-Vnitřní Město, Mírové náměstí 67 (Standort)                      | Mírové náměstí Nr. 67                                                                              | Stadthaus – Neubau von 1859 im klassizistischen Stil nach dem Brand der Stadt im Jahr 1856 | 43422/5-1867 Info Katalog | Mírové náměstí Nr. 67                                                                              |
| Úštěk-Vnitřní Město, Mírové náměstí 68 (Standort)                      | Mírové náměstí Nr. 68                                                                              | Stadthaus | 42778/5-1868 Info Katalog | Mírové náměstí Nr. 68                                                                              |
| Úštěk-Vnitřní Město, Mírové náměstí 69 (Standort)                      | Mírové náměstí Nr. 69                                                                              | Stadthaus | 43621/5-1869 Info Katalog | Mírové náměstí Nr. 69                                                                              |
| Úštěk-Vnitřní Město, Mírové náměstí 70 (Standort)                      | Mírové náměstí Nr. 70                                                                              | Stadthaus | 43279/5-1870 Info Katalog | Mírové náměstí Nr. 70                                                                              |
| Úštěk-Vnitřní Město, Mírové náměstí 71 (Standort)                      | Mírové náměstí Nr. 71                                                                              | Stadthaus | 42625/5-1871 Info Katalog | Mírové náměstí Nr. 71                                                                              |
| Úštěk-Vnitřní Město, Mírové náměstí 72 a 90 (Standort)                 | Mírové náměstí Nr. 72 und 90                                                                       | Stadthaus – Geburtshaus des Philologen Alois Klar (1763–1833) | 43137/5-1872 Info Katalog | Mírové náměstí Nr. 72 und 90                                                                       |
| Úštěk-Vnitřní Město, Mírové náměstí/Panský dvůr 73 a 89 (Standort)     | Mírové náměstí Nr. 73 und 89                                                                       | Stadthaus | 42473/5-1873 Info Katalog | Mírové náměstí Nr. 73 und 89                                                                       |
| Úštěk-Vnitřní Město, Mírové náměstí 74 (Standort)                      | Mírové náměstí Nr. 74                                                                              | Stadthaus | 43564/5-1874 Info Katalog | Mírové náměstí Nr. 74                                                                              |
| Úštěk-Vnitřní Město, Mírové náměstí 75 (Standort)                      | Mírové náměstí Nr. 75                                                                              | Stadthaus | 42578/5-1875 Info Katalog | Mírové náměstí Nr. 75                                                                              |
| Úštěk-Vnitřní Město, Mírové náměstí 76 (Standort)                      | Mírové náměstí Nr. 76                                                                              | Stadthaus | 42354/5-1876 Info Katalog | Mírové náměstí Nr. 76                                                                              |
| Úštěk-Vnitřní Město, Mírové náměstí 77 (Standort)                      | Mírové náměstí Nr. 77                                                                              | Stadthaus | 42801/5-1877 Info Katalog | Mírové náměstí Nr. 77                                                                              |
| Úštěk-Vnitřní Město, Mírové náměstí 78 (Standort)                      | Mírové náměstí Nr. 78                                                                              | Stadthaus | 42815/5-1878 Info Katalog | Mírové náměstí Nr. 78                                                                              |
| Úštěk-Vnitřní Město, Mírové náměstí 79 (Standort)                      | Mírové náměstí Nr. 79                                                                              | Stadthaus | 43262/5-1879 Info Katalog | Mírové náměstí Nr. 79                                                                              |
| Úštěk-Vnitřní Město, Panský dvůr 80 (Standort)                         | Panský dvůr Nr. 80                                                                                 | Stadthaus | 43425/5-1886 Info Katalog | Panský dvůr Nr. 80                                                                                 |
| Úštěk-Vnitřní Město, Panský dvůr 81 (Standort)                         | Panský dvůr Nr. 81                                                                                 | Stadthaus | 42505/5-1880 Info Katalog | Panský dvůr Nr. 81                                                                                 |
| Úštěk-Vnitřní Město, Habřinská stráň 82 (Panský dvůr čp.82) (Standort) | Habřinská stráň Nr. 82                                                                             | Stadthaus | 43020/5-1881 Info Katalog | Habřinská stráň Nr. 82                                                                             |
| Úštěk-Vnitřní Město, Mírové náměstí 83 (Standort)                      | Mírové náměstí Nr. 83                                                                              | Stadthaus – errichtet 1851 mit klassizistischer Fassade (urspr. ein Gericht) | 42875/5-1889 Info Katalog | Mírové náměstí Nr. 83                                                                              |
| Úštěk-Vnitřní Město, Panský dvůr 85 (Standort)                         | Panský dvůr Nr. 85                                                                                 | Stadthaus | 42411/5-1888 Info Katalog | Panský dvůr Nr. 85                                                                                 |

### Úštěk-České Předměstí (Böhmische Vorstadt)
| Lage                                                            | Objekt                                                                          | Beschreibung | ÚSKP-Nr.                  | Bild                              |
| --------------------------------------------------------------- | ------------------------------------------------------------------------------- | --- | ------------------------- | --------------------------------- |
| Úštěk-České Předměstí, 1. máje 8 (Standort)                     | Stadthaus, 1. máje Nr. 8                                                        | Stadthaus | 43941/5-5221 Info Katalog | Stadthaus, 1. máje Nr. 8          |
| Úštěk-České Předměstí, 1. máje 13, 10, 11 (Standort)            | Stadthaus, 1. máje Nr. 13, 10, 11                                               | Stadthaus | 43190/5-5222 Info Katalog | Stadthaus, 1. máje Nr. 13, 10, 11 |
| Úštěk-České Předměstí, Podskalská 17 (Standort)                 | Podskalská Nr. 17                                                               | Stadthaus, jetzt Museum | 42435/5-2413 Info Katalog | Podskalská Nr. 17                 |
| Úštěk-České Předměstí, 1. máje 95 (Standort)                    | Synagoge Úštěk                                                                  | Ehem. Synagoge in Auscha. Das hohe turmartige Gebäude der Synagoge mit einem mit Stuck verzierten Vorraum wurde von 1791 bis 1794 im klassizistischen Stil an der Stelle eines älteren Holzgebäudes errichtet, das 1773 niederbrannte. Ein in Böhmen völlig einzigartiges Gebäude. Die Halle wurde 1851 hinzugefügt. | 43199/5-2412 Info Katalog | weitere Bilder                    |
| Úštěk-České Předměstí, 1. máje 18 (Standort)                    | Doppelhaus, 1. máje Nr. 18                                                      | Spätgotisches Doppelhaus. Das Haus ist vermutlich durch den Wiederaufbau zweier benachbarter Häuser und deren Verbindung mit einem breiten Durchgang entstanden. Das Haus in leicht abfallendem Gelände ist zur Straße hin zweistöckig, das Osthaus zum Hof hin dreistöckig. Das Erdgeschoss beider Häuser besteht aus Sandsteinblöcken, der 1. Stock des östlichen Hauses und die Obergeschosse sind aus Fachwerk. Von der Halle des westlichen Hauses aus ist ein tiefer Keller, der unter der nördlichen Hälfte des westlichen Hauses in den Felsen gehauen wurde, über eine Steintreppe zugänglich. | 84964/5-2405 Info Katalog | weitere Bilder                    |
| Úštěk-České Předměstí, 1. máje 28 (Standort)                    | Vogelhaus, 1. máje Nr. 28 (Ptačí domek)                                         | Wohnhaus aus der Gruppe der sogenannten „Vogelhäuser“ auf einem Felsvorsprung, das im 19. Jahrhundert erbaut und im 20. Jahrhundert erneuert wurde. | 50196/5-5873 Info Katalog | weitere Bilder                    |
| Úštěk-České Předměstí, 1. máje 29, 30, 31, 32 und 61 (Standort) | Vogelhäuser, 1. máje 29, 30, 31, 32 und 61 (Ptačí domky s hospodářskou budovou) | Gruppe der sogenannten „Vogelhäuser“ mit Wirtschaftsgebäude, angeblich in der Mitte des 19. Jahrhunderts von italienischen Arbeitern errichtet, die hier eine Eisenbahn bauten. Es sind hölzerne Gebäude auf einer Felswand, die mit den in den Sandstein gehauenen Kellern und Gängen verbunden sind. Einzeldenkmale: - Haus Nr. 29, ein gemauertes einstöckiges Gebäude, das direkt auf dem Felsmassiv errichtet wurde. Die Straßenfront war ursprünglich vermutlich auch aus Holz, die Außenfassaden wurden modernisiert. Die Strukturen der Südfassade sind in ihrem ursprünglichen Zustand als Holzkonstruktion erhalten geblieben, errichtet auf dem eine Etage tiefer liegenden Felsblock. - Haus Nr. 30, ein langes zweistöckiges Haus mit dem Erdgeschoss auf dem Felsuntergrund errichtet, mit Keller, wobei die unteren Stockwerke in den Felsen gehauen sind. - Haus Nr. 61, ein kleines Haus mit Satteldach, von der Südseite, ein dreistöckiges verputztes Haus mit einer Terrasse auf einem Felsvorsprung und einer Treppe zum Garten unter einem steilen Felsen. - Haus Nr. 31, von der Straße aus ein einstöckiges Backsteinhaus, von der Hofseite aus gesehen zweistöckig. Der mit Sandsteinblöcken ausgekleidete Gang im Untergeschoss stürzte Ende des 20. Jahrhunderts ein und wurde noch nicht wieder restauriert. - Haus Nr. 32, zweistöckiges Reihenhaus mit gemauertem Erdgeschoss und einem Holz-Obergeschoss. - Wirtschaftsgebäude, verbunden mit dem Wohnhaus Nr. 32, ursprünglich ein Nebengebäude, womöglich eine Färberei aus dem 18. Jahrhundert. | 42482/5-2410 Info Katalog | weitere Bilder                    |
| Úštěk-České Předměstí, 1. máje, auf der ehem. Brücke (Standort) | Nepomukstatue                                                                   | Statue des hl. Johannes von Nepomuk | 43488/5-2408 Info Katalog | Nepomukstatue                     |
| Úštěk-České Předměstí, 1. máje 19 a 20 (Standort)               | Stadthaus, 1. máje Nr. 19 und 20                                                | Stadthaus – ein klassizistisches Haus, vermutlich vom Anfang des 19. Jahrhunderts. | 105114 Info Katalog       | Stadthaus, 1. máje Nr. 19 und 20  |
| Úštěk-České Předměstí, 1. máje 43 (Standort)                    | Stadthaus, 1. máje Nr. 43                                                       | Stadthaus | 103338 Info Katalog       | Stadthaus, 1. máje Nr. 43         |
| Úštěk-České Předměstí, 1. máje 52 (Standort)                    | Stadthaus, 1. máje Nr. 52                                                       | Stadthaus | 43672/5-5223 Info Katalog | Stadthaus, 1. máje Nr. 52         |
| Úštěk-České Předměstí, Levínská 34 (Standort)                   | Wassermühle (Vodní mlýn)                                                        | Wassermühle und Speicher | 43430/5-2404 Info Katalog | Wassermühle (Vodní mlýn)          |

### Úštěk-Českolipské Předměstí (Leipaer Vorstadt)
| Lage | Objekt                                             | Beschreibung | ÚSKP-Nr.                  | Bild                                 |
| --- | -------------------------------------------------- | --- | ------------------------- | ------------------------------------ |
| Úštěk-Českolipské Předměstí, Rybniční 6 (Standort)                                                                              | Feuerwehrhaus (Hasičská zbrojnice)                 | Feuerwehrhaus (Spritzenhaus) | 101214 Info Katalog       | Feuerwehrhaus (Hasičská zbrojnice)   |
| Úštěk-Českolipské Předměstí, Rybniční 241, 240, 1, Konojedská 1, 247, 246, 245, 244, 243, 242, 258, Vilová čtvrť 258 (Standort) | Jesuitenhof (Jezuitský dvůr)                       | Landwirtschaftlicher Hof – Jesuitenhof (Volksarchitektur) | 42944/5-2411 Info Katalog | Jesuitenhof (Jezuitský dvůr)         |
| Úštěk-Českolipské Předměstí, Konojedská 249 (Standort)                                                                          | Bauernhaus Konojedská Nr. 249                      | Bauerngehöft Nr. 249 (Scheune abgerissen) und eine Statue des hl. Florian | 42939/5-2406 Info Katalog | Bauernhaus Konojedská Nr. 249        |
| Úštěk-Českolipské Předměstí, Hřbitovní, Údolní (Standort)                                                                       | Dreifaltigkeitskapelle (Kaple Nejsvětější Trojice) | Dreifaltigkeitskapelle sowie Einfriedung mit Tor und Nischenkapelle | 43381/5-2407 Info Katalog | weitere Bilder                       |
| Polské lidové armády čp. 10 (Standort)                                                                                          | Wohnhaus Polské lidové armády Nr. 10               | Wohnhaus, erbaut 1873 nach einem Brand, vermutlich unter Verwendung des Mauerwerks des Vorgängerbaus. Das zweistöckige Haus im Neorenaissance-Stil ist reich mit Stuck verziert und städtebaulich prägend für die Leipaer Vorstadt. | 105115 Info Katalog       | Wohnhaus Polské lidové armády Nr. 10 |

### Bílý Kostelec (Weißkirchen)
| Lage                        | Objekt                                   | Beschreibung | ÚSKP-Nr.                  | Bild                |
| --------------------------- | ---------------------------------------- | --- | ------------------------- | ------------------- |
| Bílý Kostelec (Standort)    | Kirche St. Gallus (Kostel svatého Havla) | Kirche St. Gallus – Ruine einer turmlosen Barockkirche (vermutlich an der Stelle einer älteren Kirche erbaut) sowie Reste eines Glockenturms. Die Dächer wurden erneuert, der Innenraum jedoch ohne Decke. Einzeldenkmale sind: Kirche, Glockenturm und Einfriedung. | 43105/5-2094 Info Katalog | weitere Bilder      |
| Bílý Kostelec 22 (Standort) | Speicher bei Nr. 22                      | Getreidespeicher – ein kleines zweistöckiges Gebäude, vermutlich aus dem 19. Jahrhundert, gemauertes Erdgeschoss mit Fachwerk-Obergeschoss und Satteldach. | 43578/5-2095 Info Katalog | Speicher bei Nr. 22 |
| Bílý Kostelec 26 (Standort) | Haus Nr. 26                              | Zweistöckiges Haus auf rechteckigem Grundriss mit gemauertem Erdgeschoss und Obergeschoss aus Holz, erbaut am Ende des 18. Jahrhunderts. | 106535 Info Katalog       | Haus Nr. 26         |

### Brusov (Prause)
| Lage                 | Objekt                                     | Beschreibung                        | ÚSKP-Nr.                  | Bild                                       |
| -------------------- | ------------------------------------------ | ----------------------------------- | ------------------------- | ------------------------------------------ |
| Brusov (Standort)    | Marienstatue (Sloup se sochou Panny Marie) | Säule mit Marienstatue – beschädigt | 53922/5-2008 Info Katalog | Marienstatue (Sloup se sochou Panny Marie) |
| Brusov 19 (Standort) | Bauernhaus Nr. 19                          | Bauerngehöft                        | 42312/5-2007 Info Katalog | Bauernhaus Nr. 19                          |

### Třebín (Trebine)
| Lage                              | Objekt                                  | Beschreibung        | ÚSKP-Nr.                  | Bild                                    |
| --------------------------------- | --------------------------------------- | ------------------- | ------------------------- | --------------------------------------- |
| Třebín, am Haus če. 20 (Standort) | Glockenturm – Gabel (Zvonička – vidlák) | Glockenturm – Gabel | 42811/5-2204 Info Katalog | Glockenturm – Gabel (Zvonička – vidlák) |
| Třebín 10 (Standort)              | Bauernhaus Nr. 10                       | Bauerngehöft        | 43260/5-2205 Info Katalog | Bauernhaus Nr. 10                       |

### Dubičná (Eicht)
| Lage                  | Objekt           | Beschreibung | ÚSKP-Nr.                  | Bild             |
| --------------------- | ---------------- | ------------ | ------------------------- | ---------------- |
| Dubičná 1 (Standort)  | Bauernhaus Nr. 1 | Bauerngehöft | 43300/5-2096 Info Katalog | Bauernhaus Nr. 1 |
| Dubičná 34 (Standort) | Haus Nr. 34      | Bauernhaus   | 42742/5-4551 Info Katalog | weitere Bilder   |
| Dubičná 35 (Standort) | Haus Nr. 35      | Bauernhaus   | 43247/5-4552 Info Katalog | Haus Nr. 35      |

### Habřina (Haber)
| Lage                  | Objekt               | Beschreibung | ÚSKP-Nr.                  | Bild                 |
| --------------------- | -------------------- | --- | ------------------------- | -------------------- |
| Habřina (Standort)    | Evangelische Kirche  | Evangelische Kirche – Ruine einer 1851 im Empirestil errichteten Kirche mit halbkreisförmigem Presbyterium und Glockenturm an der Westfassade. Halbkreisförmig ummauerte Fenster und Eingänge mit Steinrahmen, Innenraum ohne Dach. | 51132/5-5914 Info Katalog | weitere Bilder       |
| Habřina 2 (Standort)  | Haus Nr. 2           | Bauernhaus | 44033/5-5339 Info Katalog | Haus Nr. 2           |
| Habřina 3 (Standort)  | Haus Nr. 3           | Bauernhaus | 43375/5-4576 Info Katalog | Haus Nr. 3           |
| Habřina 9 (Standort)  | Haus Nr. 9           | Bauernhaus | 42950/5-4557 Info Katalog | Haus Nr. 9           |
| Habřina (Standort)    | Speicher bei Nr. 10  | Speicher bei Nr. 10 | 42487/5-2029 Info Katalog | Speicher bei Nr. 10  |
| Habřina 33 (Standort) | Haus Nr. 33          | Bauernhaus | 43439/5-4558 Info Katalog | Haus Nr. 33          |
| Habřina 45 (Standort) | Bauernhaus Nr. 45    | Bauerngehöft | 42680/5-4559 Info Katalog | Bauernhaus Nr. 45    |
| Habřina 46 (Standort) | Habřina, Haus Nr. 46 | Bauernhaus | 43148/5-4560 Info Katalog | Habřina, Haus Nr. 46 |
| Habřina 51 (Standort) | Wassermühle Nr. 51   | Wassermühle | Wikidata-Objekt anzeigen  | Wassermühle Nr. 51   |

### Kalovice (Kalwitz)
| Lage                   | Objekt            | Beschreibung | ÚSKP-Nr.                  | Bild              |
| ---------------------- | ----------------- | ------------ | ------------------------- | ----------------- |
| Kalovice 7 (Standort)  | Bauernhaus Nr. 7  | Bauerngehöft | 43084/5-4567 Info Katalog | Bauernhaus Nr. 7  |
| Kalovice 27 (Standort) | Bauernhaus Nr. 27 | Bauerngehöft | 42575/5-2077 Info Katalog | Bauernhaus Nr. 27 |

### Konojedy(Konojed)
| Lage                   | Objekt                                                    | Beschreibung                                             | ÚSKP-Nr.                  | Bild              |
| ---------------------- | --------------------------------------------------------- | -------------------------------------------------------- | ------------------------- | ----------------- |
| Konojedy (Standort)    | Kirche Mariä Himmelfahrt (Kostel Nanebevzetí Panny Marie) | Kirche Mariä Himmelfahrt                                 | 43557/5-2088 Info Katalog | weitere Bilder    |
| Konojedy 7 (Standort)  | Haus Nr. 7                                                | Bauernhaus                                               | 43032/5-2091 Info Katalog | Haus Nr. 7        |
| Konojedy 11 (Standort) | Haus Nr. 11                                               | Bauernhaus                                               | 42517/5-2093 Info Katalog | Haus Nr. 11       |
| Konojedy 48 (Standort) | Bauernhaus Nr. 48                                         | Bauerngehöft                                             | 42978/5-4569 Info Katalog | Bauernhaus Nr. 48 |
| Konojedy 58 (Standort) | Haus Nr. 58                                               | Bauernhaus                                               | 43414/5-4573 Info Katalog | Haus Nr. 58       |
| Konojedy 61 (Standort) | Schloss Konojedy                                          | Ursprünglich ein Kloster, das zum Schloss umgebaut wurde | 42332/5-2089 Info Katalog | weitere Bilder    |
| Konojedy 67 (Standort) | Haus Nr. 67                                               | Bauernhaus                                               | 43169/5-4572 Info Katalog | weitere Bilder    |
| Konojedy 79 (Standort) | Haus Nr. 79                                               | Bauernhaus                                               | 43464/5-4570 Info Katalog | weitere Bilder    |
| Konojedy 82 (Standort) | Haus Nr. 82                                               | Bauernhaus                                               | 42706/5-4571 Info Katalog | Haus Nr. 82       |
| Konojedy 99 (Standort) | Haus Nr. 99                                               | Bauernhaus                                               | 42656/5-4574 Info Katalog | Haus Nr. 99       |

### Lhota (Olhotta)
| Lage                                      | Objekt                                | Beschreibung | ÚSKP-Nr.                  | Bild                                  |
| ----------------------------------------- | ------------------------------------- | --- | ------------------------- | ------------------------------------- |
| Lhota (Standort)                          | Glockenturm – Gabel (Zvonička vidlák) | Glockenturm – Gabel | 43606/5-2417 Info Katalog | Glockenturm – Gabel (Zvonička vidlák) |
| Lhota (Standort)                          | Brunnen mit Säule (Kašna se sloupem)  | Brunnen mit Säule | 43606/5-2417 Info Katalog | Brunnen mit Säule (Kašna se sloupem)  |
| Lhota 2 (Standort)                        | Haus Nr. 2                            | Bauernhaus | 43119/5-2416 Info Katalog | Haus Nr. 2                            |
| Lhota 3 (Standort)                        | Bauernhaus Nr. 3                      | Bauerngehöft | 42365/5-4579 Info Katalog | Bauernhaus Nr. 3                      |
| Lhota 4 (Standort)                        | Haus Nr. 4                            | Bauernhaus | 42859/5-4580 Info Katalog | Haus Nr. 4                            |
| Lhota, Úštěk (České Předměstí) (Standort) | Jüdischer Friedhof (Židovský hřbitov) | Jüdischer Friedhof Auscha. Der jüdische Friedhof liegt auf dem sogenannten Judenberg beim Dorf Lhota. Hier fanden auch die verstorbenen Juden aus der Umgebung ihre letzte Ruhe. Heute sind noch 211 Grabsteine erhalten, davon auch künstlerisch wertvolle Grabsteine vom Ende des 16. Jahrhunderts bis zum 20. Jahrhundert, darunter das Jugendstilgrab der Familie Heller. Die letzten Bestattungen fanden in den späten 1930er Jahren statt. | 12552/5-5523 Info Katalog | weitere Bilder                        |

### Ličenice (Litschnitz)
| Lage                   | Objekt                 | Beschreibung             | ÚSKP-Nr.                  | Bild           |
| ---------------------- | ---------------------- | ------------------------ | ------------------------- | -------------- |
| Ličenice 12 (Standort) | Bauernhaus mit Scheune | Bauerngehöft mit Scheune | 50875/5-5898 Info Katalog | weitere Bilder |

### Lukov (Luka)
| Lage                     | Objekt                   | Beschreibung | ÚSKP-Nr.                  | Bild                     |
| ------------------------ | ------------------------ | --- | ------------------------- | ------------------------ |
| Lukov 2 (Standort)       | Bauernhaus Nr. 2         | Bauerngehöft – ein zweiteiliges Haus mit separatem Auszugshaus. Die Gebäude der Gegend haben eine reiche architektonische Gestaltung. Die ältesten Teile wurden vermutlich Ende des 18. Jahrhunderts in einem noch barocken Ausdruck errichtet. Das Haupthaus wurde in der ersten Hälfte des 19. Jahrhunderts im Geiste des verblassenden Klassizismus erneuert. | 43041/5-4591 Info Katalog | Bauernhaus Nr. 2         |
| Lukov 19 (Standort)      | Haus Nr. 19              | Bauernhaus mit Getreidespeicher im Hof. Ein reiches Gehöft mit Elementen, die das Ende des 18. Jahrhunderts im Geiste des verblassenden Barock dokumentieren. Der Getreidespeicher wurde in das Freilichtmuseum von Zubrnice (Saubernitz) verlegt. | 42525/5-2419 Info Katalog | Haus Nr. 19              |
| Lukov 20 (Standort)      | Bauernhaus Nr. 20        | Bauernhaus mit reich gestalteten Elementen vom Ende des 18. Jahrhunderts, aus der letzten Phase des Spätbarock. Größe und ästhetische Gestaltung entsprechen dem höheren sozialen Status des Eigentümers. | 42518/5-4592 Info Katalog | Bauernhaus Nr. 20        |
| Lukov 21 a 25 (Standort) | Bauernhaus Nr. 21 und 25 | Zwei Bauernhäuser (linkes und rechtes Haus Nr. 25 und 21) mit weiteren Gebäuden im Innenhof (Nr. 22 und 23). Der Denkmalschutz des Gebäudes wurde 2019 aufgehoben. | 43215/5-4593 Info Katalog | Bauernhaus Nr. 21 und 25 |
| Lukov 29 (Standort)      | Bauernhaus Nr. 29        | Bauernhaus – zweistöckiges Fachwerkhaus aus dem frühen 19. Jahrhundert. | 43700/5-4594 Info Katalog | Bauernhaus Nr. 29        |

### Lukovsko (Rutte)
| Lage                   | Objekt            | Beschreibung                          | ÚSKP-Nr.                  | Bild              |
| ---------------------- | ----------------- | ------------------------------------- | ------------------------- | ----------------- |
| Lukovsko 48 (Standort) | Bauernhaus Nr. 48 | Bauerngehöft mit Wohnhaus und Scheune | 43397/5-4597 Info Katalog | Bauernhaus Nr. 48 |
| Lukovsko 49 (Standort) | Haus Nr. 49       | Bauernhaus                            | 43642/5-4595 Info Katalog | Haus Nr. 49       |
| Lukovsko 50 (Standort) | Haus Nr. 50       | Bauernhaus sowie Scheune              | 42440/5-2420 Info Katalog | Haus Nr. 50       |
| Lukovsko 51 (Standort) | Haus Nr. 51       | Bauernhaus in Volksarchitektur        | 42887/5-4596 Info Katalog | Haus Nr. 51       |

### Ostré (Neuland)
| Lage                    | Objekt                                               | Beschreibung | ÚSKP-Nr.                  | Bild           |
| ----------------------- | ---------------------------------------------------- | --- | ------------------------- | -------------- |
| Ostré če. 17 (Standort) | Drei Wallfahrtskapellen mit Kreuzweg (Kalvarienberg) | Neuländer Kapellenberg – Drei Wallfahrtskapellen mit den Kreuzwegstationen (Kalvarienberg) mit Terrassen, Treppenabsätzen und Treppen, einschl. der Statuen des Christus, der beiden Apostel, des gegeißelte Christus, der Engel, des Christus unter dem Kreuz und der Jungfrau Maria, außerdem die Kapellen der Kreuzwegstationen I. bis XVI. | 42634/5-2213 Info Katalog | weitere Bilder |

### Rašovice (Raschowitz)
| Lage                              | Objekt                            | Beschreibung | ÚSKP-Nr.                  | Bild              |
| --------------------------------- | --------------------------------- | --- | ------------------------- | ----------------- |
| Rašovice, am Dorfplatz (Standort) | Kapelle                           | Kapelle | 50876/5-5899 Info Katalog | Kapelle           |
| Rašovice (Standort)               | Nepomukstatue                     | Säule mit Statue des hl. Johannes von Nepomuk | 43347/5-2257 Info Katalog | Nepomukstatue     |
| Rašovice (Standort)               | Mariensäule                       | Statue der Jungfrau Maria fehlt, nur der Sockel ist vorhanden. | 42542/5-2258 Info Katalog | BW                |
| Rašovice 4 (Standort)             | Bauernhaus Nr. 4                  | Bauerngehöft | 42845/5-2261 Info Katalog | Bauernhaus Nr. 4  |
| Rašovice 10 (Standort)            | Bauernhaus Nr. 10                 | Bauerngehöft | 43292/5-2259 Info Katalog | Bauernhaus Nr. 10 |
| Rašovice 11 (Standort)            | Bauernhaus Nr. 11                 | Bauerngehöft | 43237/5-4614 Info Katalog | Bauernhaus Nr. 11 |
| Rašovice 35 (Standort)            | Bauernhaus Nr. 35                 | Bauerngehöft | 42531/5-2260 Info Katalog | Bauernhaus Nr. 35 |
| Rašovice (Standort)               | Burg Helfenburk (Hrad Helfenburk) | Burgruine Helfenburg. Felsenburg aus der Mitte des 14. Jahrhunderts, erbaut von den Ronows (Ronovci). Seit 1375 im Besitz der Prager Erzbischöfe, während der Hussitenkriege diente es als sicherer Ort zur Aufbewahrung der Besitztümer des Erzbischofs. Seit dem 15. Jahrhundert. war die Burg verpfändet, im 16. Jahrhundert. jedoch verlassen und seit dem Ende des 17. Jahrhunderts. nur noch in Ruinen. Einzeldenkmal sind: Burgmauern mit Turm, zwei Toren und einer Pforte, Wassergraben sowie den Felsblöcken mit den Ruinen I bis III, außerdem Keller, Brunnen und weitere Befestigungsanlagen. | 42722/5-2256 Info Katalog | weitere Bilder    |

### Robeč (Robitsch)
| Lage                | Objekt            | Beschreibung      | ÚSKP-Nr.                  | Bild              |
| ------------------- | ----------------- | ----------------- | ------------------------- | ----------------- |
| Robeč (Standort)    | Martinskirche     | Kirche St. Martin | 43188/5-2262 Info Katalog | weitere Bilder    |
| Robeč 1 (Standort)  | Pfarrhaus         | Pfarrhaus         | 42665/5-2263 Info Katalog | Pfarrhaus         |
| Robeč 20 (Standort) | Bauernhaus Nr. 20 | Bauernhaus        | 43173/5-2264 Info Katalog | Bauernhaus Nr. 20 |
| Robeč 21 (Standort) | Bauernhaus Nr. 21 | Bauerngehöft      | 42627/5-2265 Info Katalog | Bauernhaus Nr. 21 |

### Rochov (Roche)
| Lage                 | Objekt                      | Beschreibung                                                                                      | ÚSKP-Nr.                  | Bild                        |
| -------------------- | --------------------------- | ------------------------------------------------------------------------------------------------- | ------------------------- | --------------------------- |
| Rochov (Standort)    | Kapelle                     | Kapelle                                                                                           | 42769/5-2364 Info Katalog | Kapelle                     |
| Rochov 2 (Standort)  | Klösterliche Landwirtschaft | Landwirtschaftliches Klostergut, errichtet zwischen 1844 und 1872 in ländlicher Volksarchitektur. | 42555/5-2363 Info Katalog | Klösterliche Landwirtschaft |
| Rochov 6 (Standort)  | Bauernhaus Nr. 6            | Bauernhaus                                                                                        | 43371/5-2360 Info Katalog | Bauernhaus Nr. 6            |
| Rochov 7 (Standort)  | Wassermühle                 | Wassermühle                                                                                       | 43264/5-2365 Info Katalog | Wassermühle                 |
| Rochov 10 (Standort) | Haus Nr. 10                 | Bauernhaus                                                                                        | 43453/5-4616 Info Katalog | Haus Nr. 10                 |
| Rochov 18 (Standort) | Bauernhaus Nr. 18           | Bauerngehöft                                                                                      | 42942/5-4617 Info Katalog | Bauernhaus Nr. 18           |
| Rochov 39 (Standort) | Bauernhaus Nr. 39           | Bauernhaus                                                                                        | 43434/5-4618 Info Katalog | Bauernhaus Nr. 39           |
| Rochov 41 (Standort) | Bauernhaus Nr. 41           | Bauerngehöft                                                                                      | 42617/5-2361 Info Katalog | Bauernhaus Nr. 41           |

### Starý Týn (Altthein)
| Lage                    | Objekt            | Beschreibung   | ÚSKP-Nr.                  | Bild              |
| ----------------------- | ----------------- | -------------- | ------------------------- | ----------------- |
| Starý Týn 10 (Standort) | Bauernhaus Nr. 10 | Bauernhaus     | 42430/5-2009 Info Katalog | Bauernhaus Nr. 10 |
| Starý Týn 15 (Standort) | Bauernhaus Nr. 15 | Bauernhaus     | 49355/5-5434 Info Katalog | Bauernhaus Nr. 15 |
| Starý Týn 20 (Standort) | Bauernhaus Nr. 20 | Bauernhaus     | 11866/5-5416 Info Katalog | Bauernhaus Nr. 20 |
| Starý Týn 21 (Standort) | Bauernhaus Nr. 21 | Bauerngehöft   | 43619/5-4701 Info Katalog | Bauernhaus Nr. 21 |
| Starý Týn 22 (Standort) | Bauernhaus Nr. 22 | Bauerngehöft   | 11867/5-5415 Info Katalog | Bauernhaus Nr. 22 |
| Starý Týn 41 (Standort) | Scheune Nr. 41    | Scheune Nr. 41 | 11869/5-5413 Info Katalog | Scheune Nr. 41    |
| Starý Týn 48 (Standort) | Bauernhaus Nr. 48 | Bauernhaus     | 11868/5-5414 Info Katalog | Bauernhaus Nr. 48 |

### Svobodná Ves (Freidorf)
| Lage                       | Objekt            | Beschreibung | ÚSKP-Nr.                  | Bild              |
| -------------------------- | ----------------- | ------------ | ------------------------- | ----------------- |
| Svobodná Ves 54 (Standort) | Bauernhaus Nr. 54 | Bauerngehöft | 42962/5-2421 Info Katalog | Bauernhaus Nr. 54 |
| Svobodná Ves 56 (Standort) | Bauernhaus Nr. 56 | Bauerngehöft | 103926 Info Katalog       | Bauernhaus Nr. 56 |

### Tetčiněves (Tetschendorf)
| Lage                     | Objekt            | Beschreibung | ÚSKP-Nr.                  | Bild              |
| ------------------------ | ----------------- | ------------ | ------------------------- | ----------------- |
| Tetčiněves 8 (Standort)  | Bauernhaus Nr. 8  | Bauernhaus   | 43614/5-2359 Info Katalog | Bauernhaus Nr. 8  |
| Tetčiněves 15 (Standort) | Bauernhaus Nr. 15 | Bauernhaus   | 43133/5-2358 Info Katalog | Bauernhaus Nr. 15 |
| Tetčiněves 38 (Standort) | Bauernhaus Nr. 38 | Bauerngehöft | 42619/5-4718 Info Katalog | Bauernhaus Nr. 38 |
| Tetčiněves 63 (Standort) | Bauernhaus Nr. 63 | Bauernhaus   | 43075/5-4719 Info Katalog | Bauernhaus Nr. 63 |

### Vědlice (Wedlitz)
| Lage                  | Objekt            | Beschreibung | ÚSKP-Nr.                  | Bild              |
| --------------------- | ----------------- | ------------ | ------------------------- | ----------------- |
| Vědlice 10 (Standort) | Bauernhaus Nr. 10 | Bauernhaus   | 43008/5-2422 Info Katalog | Bauernhaus Nr. 10 |
| Vědlice 21 (Standort) | Bauernhaus Nr. 21 | Bauerngehöft | 42689/5-4731 Info Katalog | Bauernhaus Nr. 21 |
| Vědlice 27 (Standort) | Haus Nr. 27       | Bauernhaus   | 43194/5-4732 Info Katalog | Haus Nr. 27       |
| Vědlice 53 (Standort) | Bauernhaus Nr. 53 | Bauerngehöft | 43675/5-4733 Info Katalog | Bauernhaus Nr. 53 |